# Pascal Cygan
Pour les articles homonymes, voir Cygan.
Pascal Cygan, né le 29 avril 1974 à Lens, est un footballeur français qui évolue au poste de défenseur entre 1994 et 2011 avant de devenir entraîneur. 
Joueur emblématique de l'ère Vahid Halilhodžić au LOSC Lille Métropole, Pascal Cygan s'engage à Arsenal en 2002 mais n'arrive pas à s'imposer. Après trois saisons mitigées à Villarreal, il signe en 2009 au FC Cartagena, club de D2 espagnole. En juillet 2011, il met un terme à sa carrière de joueur et entame une formation pour devenir entraîneur.
Il est le frère de Thierry Cygan, aussi footballeur professionnel.

## Biographie

### Formation dans le Nord
Fils de Pélagie et de Joseph, un gendarme mobile, et petit-fils d'immigrés polonais venus travailler dans les mines du Nord, Pascal Cygan débute dans le football avec son frère Thierry sur les trottoirs de Villeneuve-d'Ascq. Ils débutent en club en poussins avec le Lille OSC la première année. Leur père décide ensuite de les faire changer de club et les deux frères intègrent l'ES Wasquehal. Pascal progresse et est sélectionné en équipe région Flandres en moins de 17 ans,.
Repéré par l'US Valenciennes, il intègre l'équipe réserve au moment de l'affaire VA-OM. Son entraîneur Yves Herbet lui fait confiance mais pas son successeur Alain Olio. Il reste trois ans avant de ne pas être conservé, ayant arrêté ses études en première, il doit devenir professionnel. Il effectue alors un essai à Ancenis non-concluant, Le Touquet veut l'accueillir mais il préfère appeler son mentor Michel Docquiert, directeur sportif de l'ES Wasquehal. Devenu latéral gauche, Pascal décroche le titre de champion de National 2. Durant l'été, il signe son premier contrat professionnel avec le LOSC,,.

### Lille OSC

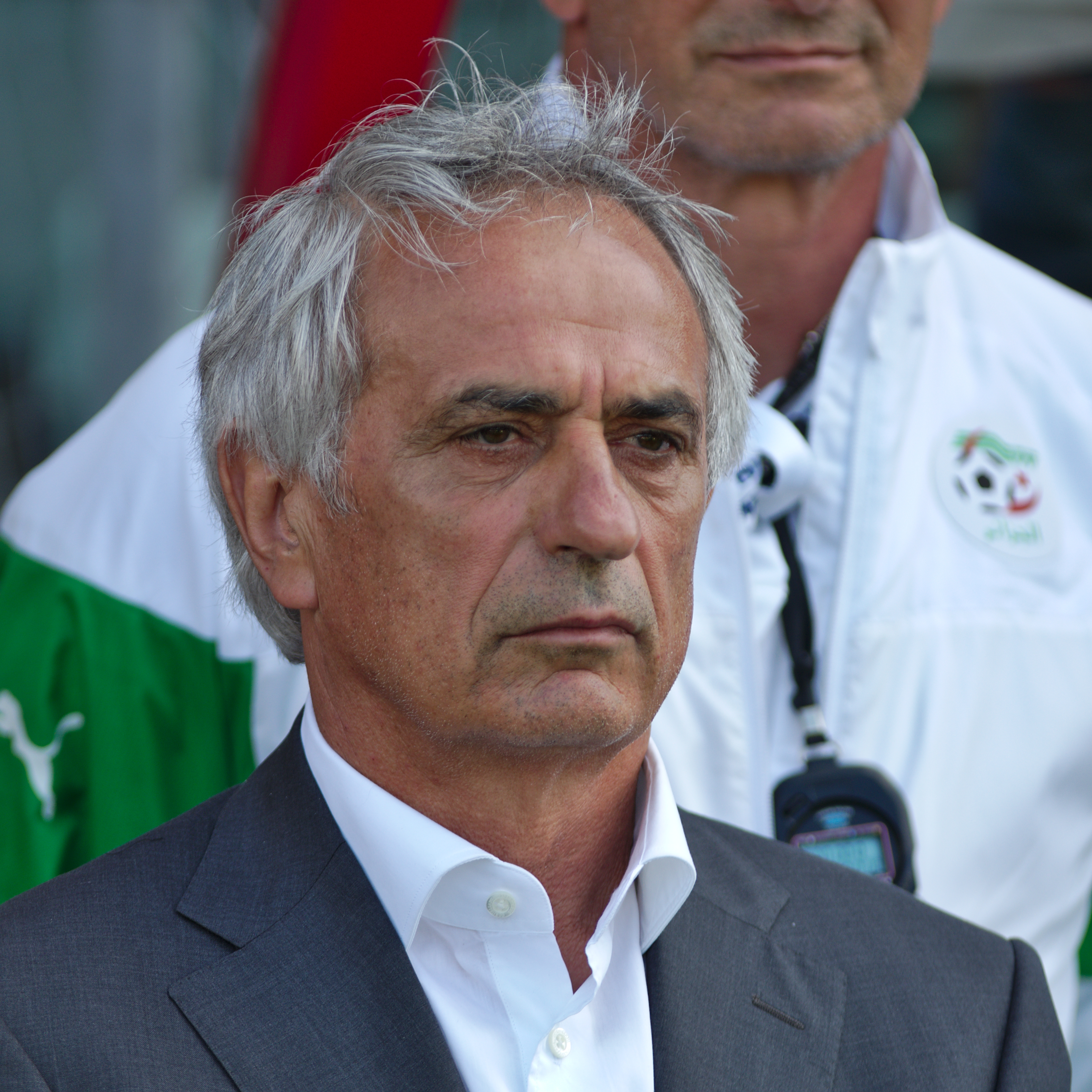
Engagé en 1998, Vahid Halilhodžić replace Cygan dans l'axe et en fait un de ses hommes forts.

Après un début de saison 1995-1996 compliqué, Jean Fernandez lui apprend qu'il sera titulaire le 5 août à Saint-Étienne (1-1), son premier match de Division 1. Il termine finalement l'exercice avec 26 matchs à son compteur sous les ordres de Jean-Michel Cavalli. Mais la saison suivante, il manque un seul point au LOSC pour se maintenir et le club est relégué en Division 2. Le club sombre au classement et Pascal se blesse aux ischio-jambiers. Une déchirure qui l'écarte quatre mois des terrains. À son retour, le nouvel entraîneur Thierry Froger ne compte pas sur lui et Cygan joue avec l'équipe réserve en CFA 2. L'arrière gauche sombre et se replie alors sur lui-même pendant que le club coule.
Jusqu'en septembre 1998 et l'arrivée de Vahid Halilhodžić aux commandes du groupe. En moins de trois ans, l'équipe passe de 17e de D2 à prétendant à l'Europe. Après avoir pris Cygan sous son aile, Halilhodžić le replace dans l'axe. Les résultats suivent : après avoir raté la montée de peu en 1999, Lille fait son retour dans l'élite un an plus tard. En 2000-2001, pour son retour en Ligue 1, Lille termine troisième du championnat. Au terme de la saison, Cygan reçoit l'Étoile d'or France Football, trophée récompensant le joueur le plus performant et régulier de la saison et, faute de proposition intéressante, il décide de rester au LOSC. Le défenseur des Dogues dispute en deux ans, 58 matches de L1 (trois buts) et aussi dix rencontres de coupe d'Europe. Avec les onze rencontres de coupes nationales jouées de 1995 à 2002, Pascal Cygan totalise 200 matches officiels avec les Dogues.

### Arsenal FC

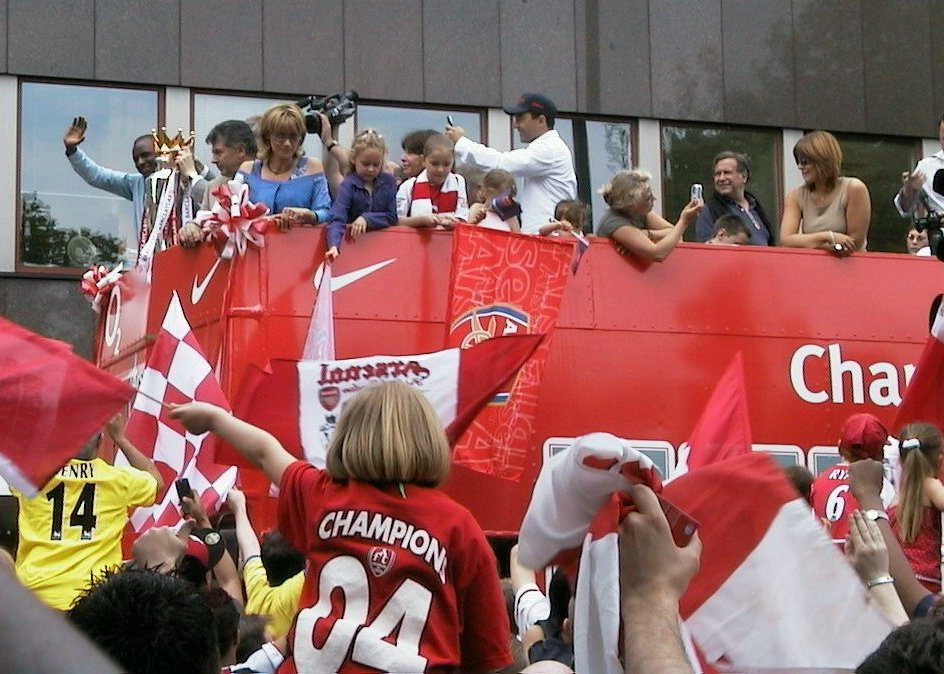
Les joueurs et les fans d'Arsenal célèbrent le titre de 2004.

En août 2002, Cygan rejoint Arsenal pour 2,4 millions de livres (3,7 M€). Il est considéré comme le remplaçant de Tony Adams. Le défenseur fait ses débuts en championnat le mois suivant et un match nul (1-1) face à Chelsea, durant lequel il assure la couverture défensive pour Martin Keown et Lauren. De 2002 à 2004 il fait partie des présélections de l'équipe de France A.
Titulaire lors de la victoire à l'occasion du Community Shield 2004, Pascal Cygan inscrit deux de ses trois buts avec le club londonien lors du même match et une victoire 4-1 des Gunners à domicile face à Fulham en août 2005.
Remplaçant de luxe de 2002 à 2006, il cumule 63 matches de Premier League (trois buts), vingt en coupe d'Europe, et quinze en coupes nationales, remportant au passage le titre de champion en 2003-2004. En 2006, il quitte l'Angleterre pour l'Espagne et Villarreal en compagnie de Robert Pirès.

### Fin de carrière en Espagne
À la fin du marché des transferts de l'été 2006, Pascal Cygan quitte Arsenal et rejoint Villarreal comme son coéquipier et compatriote, Robert Pirès. Le français, âgé de 32 ans, signe un contrat de deux ans avec le sous-marin jaune.
En mai 2007, Cygan est opéré à Marseille d'une déchirure du ligament latéral externe du genou droit. Le joueur français se blesse deux semaines plus tôt lors d'une rencontre de Liga. Cygan ne joue plus de la saison, son temps de récupération étant estimé à deux mois.
En juin 2008, le défenseur français de 34 ans, dont le contrat se termine à la fin du mois, signe pour une saison supplémentaire avec l'équipe vice-championne d'Espagne qualifiée pour la Ligue des champions. De 2006 à 2009, il joue 46 matches de Liga (deux buts), cinq en coupe d'Europe et huit en Coupe du Roi.
En 2009, il décide de poursuivre sa carrière en D2 espagnole en s'engageant avec Carthagène. Au terme de la saison 2010-2011, Pascal Cygan prend sa retraite sportive et veut se reconvertir en tant qu'entraîneur.

### Reconversion
Lors de son passage à Carthagène, l’entraîneur Juan Ignacio Martínez lui demande d’encadrer les jeunes de l’effectif et il y prend goût. Dès lors, tout s’enchaîne. Encore joueur de L2 espagnole de 2009 à 2011, le défenseur passe ses premiers diplômes d’entraîneur. Aussitôt sa carrière terminée, Cygan prend les rênes de l’équipe réserve d’Alquerias, un club partenaire de Villarreal. Sa première expérience en tant que meneur d’hommes dure six mois.
Cygan profite ensuite du soleil espagnol mais s’impatiente. Cygan plie bagage, direction la France, pour se rapprocher du LOSC. Des discussions sont bien lancées mais elles échouent. Finalement, en août 2013, il signe à l’ES Wasquehal comme directeur sportif. Il est chargé de toutes les catégories du club. L’expérience est mitigée, la vie de bureau l’ennuie et le terrain lui manque.
Quelques mois plus tard, les U15 lillois le sortent de sa lassitude. En août 2014, Pascal Cygan prend l'équipe jeunes du LOSC en main, son passé de joueur professionnel l'aidant à faire passer ses messages à ses joueurs. Son rêve est alors d'entraîner un jour l'équipe première du club lillois.
En novembre 2024, l'ancien défenseur lillois sort Pascal Cygan, un Dogue à Arsenal, sa biographie écrite avec l'aide de Patrick Robert, président du LOSC Association.

## Statistiques
Le tableau ci-dessous illustre les statistiques de Pascal Cygan durant sa carrière professionnelle,.
| Saison                | Club                  | Championnat           | Championnat | Championnat | Coupe(s) nationale(s) | Coupe(s) nationale(s) | Compétition(s) continentale(s) | Compétition(s) continentale(s) | Compétition(s) continentale(s) | Total | Total |
| Saison                | Club                  | Division              | M.          | B.          | M.                    | B.                    | Comp.                          | M.                             | B.                             | M.    | B.    |
| 1994-1995             | ES Wasquehal          | N2                    | -           | -           | -                     | -                     | -                              | -                              | -                              | 0     | 0     |
| Sous-total            | Sous-total            | Sous-total            | -           | -           | -                     | -                     | -                              | -                              | -                              | 0     | 0     |
| 1995-1996             | LOSC Lille            | D1                    | 27          | 0           | 6                     | 0                     | -                              | -                              | -                              | 33    | 0     |
| 1996-1997             | LOSC Lille            | D1                    | 14          | 0           | 1                     | 0                     | -                              | -                              | -                              | 15    | 0     |
| 1997-1998             | LOSC Lille            | D2                    | 26          | 3           | 1                     | 0                     | -                              | -                              | -                              | 27    | 3     |
| 1998-1999             | LOSC Lille            | D2                    | 21          | 1           | 1                     | 0                     | -                              | -                              | -                              | 22    | 1     |
| 1999-2000             | LOSC Lille            | D2                    | 33          | 2           | 2                     | 0                     | -                              | -                              | -                              | 35    | 2     |
| 2000-2001             | LOSC Lille            | D1                    | 29          | 2           | -                     | -                     | -                              | -                              | -                              | 29    | 2     |
| 2001-2002             | LOSC Lille            | D1                    | 29          | 1           | -                     | -                     | C1+C3                          | 7+3                            | 0+0                            | 39    | 1     |
| Sous-total            | Sous-total            | Sous-total            | 179         | 9           | 11                    | 0                     | -                              | 10                             | 0                              | 200   | 9     |
| 2002-2003             | Arsenal FC            | PL                    | 18          | 1           | 2                     | 0                     | C1                             | 11                             | 0                              | 31    | 1     |
| 2003-2004             | Arsenal FC            | PL                    | 18          | 0           | 3                     | 0                     | C1                             | 3                              | 0                              | 24    | 0     |
| 2004-2005             | Arsenal FC            | PL                    | 15          | 0           | 5                     | 0                     | C1                             | 3                              | 0                              | 23    | 0     |
| 2005-2006             | Arsenal FC            | PL                    | 12          | 2           | 5                     | 0                     | C1                             | 3                              | 0                              | 20    | 2     |
| Sous-total            | Sous-total            | Sous-total            | 63          | 3           | 15                    | 0                     | -                              | 20                             | 0                              | 98    | 3     |
| 2006-2007             | Villarreal CF         | Liga                  | 21          | 1           | -                     | -                     | -                              | -                              | -                              | 21    | 1     |
| 2007-2008             | Villarreal CF         | Liga                  | 21          | 1           | 6                     | 0                     | C3                             | 5                              | 0                              | 32    | 1     |
| 2008-2009             | Villarreal CF         | Liga                  | 4           | 0           | 2                     | 0                     | -                              | -                              | -                              | 6     | 0     |
| Sous-total            | Sous-total            | Sous-total            | 46          | 2           | 8                     | 0                     | -                              | 5                              | 0                              | 59    | 2     |
| 2009-2010             | FC Cartagena          | D2                    | 26          | 0           | -                     | -                     | -                              | -                              | -                              | 26    | 0     |
| 2010-2011             | FC Cartagena          | D2                    | 31          | 0           | -                     | -                     | -                              | -                              | -                              | 31    | 0     |
| Sous-total            | Sous-total            | Sous-total            | 57          | 0           | -                     | -                     | -                              | -                              | -                              | 57    | 0     |
| Total sur la carrière | Total sur la carrière | Total sur la carrière | 345         | 14          | 34                    | 0                     | -                              | 35                             | 0                              | 414   | 14    |

## Palmarès
| France | Angleterre | Espagne                                                      |
| --- | --- | ------------------------------------------------------------ |
| Champion de France D2 (1) - Champion : 2000 avec LOSC Lille Champion de France amateur (1) - Champion : 1995 avec ES Wasquehal | Champion d'Angleterre (1) - Champion : 2004 avec Arsenal - Vice-champion : 2003 et 2005 avec Arsenal Community Shield (1) - Vainqueur : 2002 et 2004 avec Arsenal - Finaliste : 2005 avec Arsenal | Championnat d'Espagne - Vice-champion : 2008 avec Villarreal |

## Distinctions personnelles
- Élu meilleur joueur du mois d'octobre 2000 par le quotidien France-Soir et la LNF
- Élu meilleur joueur de l'année 2000 de la région Nord-Pas-de-Calais par le quotidien La voix du Nord, a égalité avec José Pierre-Fanfan, le lensois.